# Нирод, Николай Евстафьевич
Не следует путать с его племянником Н. Е. Ниродом (1836—1888).
Граф Никола́й Евста́фьевич Ни́род (1806—1864) — генерал-майор, командир лейб-гвардии Кирасирского Его Величества полка.
Сын майора Густава-Рейнгольда, родился 22 сентября 1806 года, происходил из дворян Эстляндской губернии и указом Правительствующего Сената от 3 августа 1849 года ему было дозволено именоваться в России графом, с показанием, что роду его принадлежит графский титул Шведского королевства. Его братья:
- Евстафий (1799—1881, генерал от кавалерии, начальник 4-й лёгкой кавалерийской дивизии)
- Александр (1805—1881, генерал от кавалерии, участник Крымской войны)
- Михаил (1815—1871, генерал-майор).

Николай Евстафьевич Нирод был женат (с 26 сентября 1837 года) на дочери коменданта города Павловска генерала от инфантерии Е. К. Фридерици Эрминии, один из их сыновей, Александр, был одним из крупнейших конно-заводчиков России, тайным советником и шталмейстером.
В военную службу вступил в 1825 году корнетом в армейскую кавалерию. В 1831 году принимал участие в подавлении восстания в западных губерниях Российской империи.
В 1846 году получил чин полковника. В 1851—1859 годах командовал Изюмским гусарским полком, с 1855 года — генерал-майор. В 1859 году назначен младшим помощником начальника 5-й легкой кавалерийской дивизии.
Среди прочих наград Нирод имел ордена:
- Орден Святой Анны 3-й степени с бантом (30 октября 1831 года)
- Орден Святого Владимира 4-й степени (6 декабря 1842 года)
- Орден Святого Станислава 2-й степени (6 декабря 1844 года)
- Орден Святого Георгия 4-й степени (26 ноября 1849 года, за беспорочную выслугу 25 лет в офицерских чинах, № 8175 по кавалерскому списку Григоровича — Степанова).
- Орден Святой Анны 2-й степени (1849)
- Знак отличия беспорочной службы за XXV лет (1852)
- Императорская корона к ордену Св. Анны 2-й степени (1854)

Умер 3 ноября 1864 года